# 프랑수아 에티엔 켈레르만
프랑수아 에티엔 켈레르만(François Étienne Kellermann, 1770년 8월 4일 ~ 1835년 6월 2일)은 프랑스의 군인이다. 나폴레옹 전쟁기의 기병 지휘관으로 마렝고 전투, 아우스터리츠 전투, 워털루 전투 등의 주요 전투에 참전했다. 1820년 아버지 프랑수아 크리스토프 켈레르만 원수의 뒤를 이어 2대 발미 공작이 되었다.

## 생애

### 어린 시절
프랑수아 에티엔 켈레르만은 1770년 8월 4일 메스에서 프랑수아 크리스토프 켈레르만과 마리 안 바르베(Marie Anne Barbé)의 장남으로 태어났다. 기병대 소위로 군 경력을 시작했으며, 1791년 프랑스 외교사절단의 일원으로 미국을 방문했다. 1793년 귀국하여 알프스군(Armée des Alpes) 사령관인 아버지의 부관으로 근무하게 되었다. 그러나 11월 아버지가 국가에 대한 불충성 혐의로 투옥되자 그 역시 해임당했다.

### 프랑스 혁명전쟁기
1794년 말 아버지가 복직하자 다시 직위를 되찾았으며, 1795년 3월 25일 나폴레옹 보나파르트 장군이 지휘하는 이탈리아 방면군(Armée d'Italie)에 배치되었다. 그는 바사노 전투, 아르콜레 다리 전투, 리볼리 전투 등 여러 전투에서 전공을 세워 1797년 5월 28일 준장으로 진급했다.
이 무렵 알드로반디 백작부인 테레사 뉴디(Teresa Gnudi, comtesse d'Aldrovandi]와 스캔들을 일으켜 물의를 빚었으며, 나폴레옹의 이집트 원정에 따라가는 대신 이탈리아에 남는 편을 택했다. 이후 에티엔 자크 마크도날과 장 에티엔 샹피오네(Jean Etienne Championnet)장군 휘하에서 오스트리아군을 견제하고 각지의 반란과 소요사태를 진압했다.
1800년, 켈레르만은 알프스를 넘어 이탈리아로 진군한 나폴레옹의 부대에 합류했다. 6월 14일, 마렝고 전투에서 400기의 기병대를 이끌고 성공적인 기병 돌격을 감행하여 승리에 결정적인 역할을 했다. 7월 5일 소장으로 진급했으며 이탈리아 방면군의 기병총감 직에 임명되었다.

### 나폴레옹 전쟁기
1805년 12월 2일, 켈레르만은 아우스터리츠 전투에서 제 1군단 기병대를 지휘하여 러시아 근위기병대 소속의 울란 기병대를 격퇴했다. 그러나 그 역시 중상을 입어 오랫동안 치료를 해야 했고, 평생 그 후유증으로 고생했다.
1807년, 켈레르만은 포르투갈 방면군(Armée du Portugal) 소속으로 반도전쟁에 참전하게 되었다. 1808년 8월 21일 비메이로 전투에서 프랑스군이 영국군에 패했을 때, 그는 영국과의 교섭을 담당하여 신트라 협정의 체결에 일조했다. 1809년에는 2차 오스트리아 전쟁 준비를 위해 귀국한 장바티스트 베시에르 원수를 대신하여 에스파냐 북부를 방어하는 임무를 맡았다.
1812년, 켈레르만은 러시아 원정에 참전할 예정이었으나 병에 걸려 러시아로 갈 수 없었다. 1813년 독일 전역에서는 미셸 네 원수 휘하에서 기병대를 지휘하여 뤼첸 전투, 바우첸 전투, 모르망 전투 등에서 활약했다.

### 백일천하

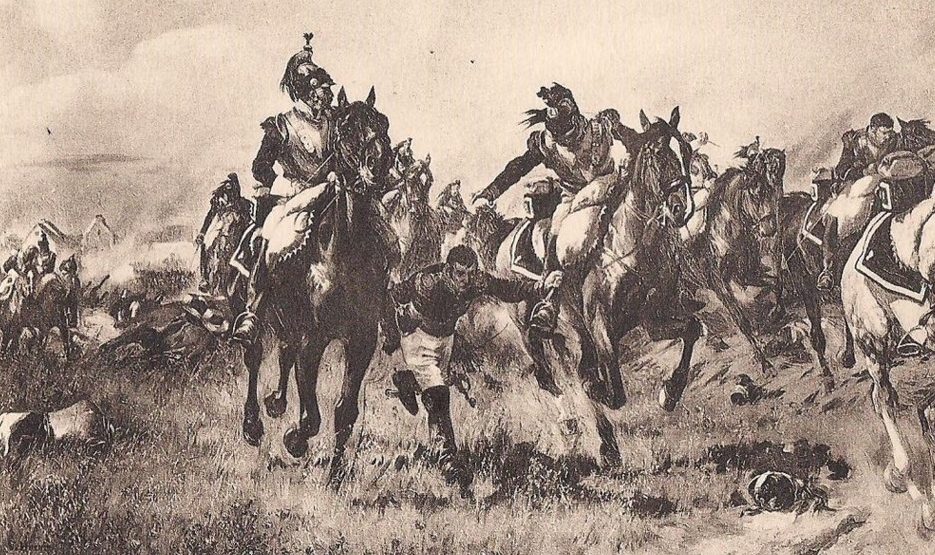
카트르브라 전투에서의 켈레르만

켈레르만은 부르봉 왕조 하에서 자신의 계급과 직위를 유지할 수 있었고, 루이 18세로부터 생루이 훈장도 수여받았다. 그러나 나폴레옹이 엘바 섬을 탈출하자 곧바로 나폴레옹에게 합류했다. 나폴레옹은 그에게 기병대 제 3군단의 지휘를 맡겼다. 1815년 6월 16일, 그는 카트르브라 전투에서 770기의 기병들을 이끌고 돌격하여 적을 밀어냈으나, 말에서 떨어져 크게 다칠 뻔했다. 말을 잃은 그는 지나가던 부하의 등자 끈을 잡고 뛰어 적의 포위에서 벗어나야 했다. 6월 18일 워털루 전투에서, 켈레르만은 네 원수의 지휘 하에 기병 돌격을 감행했다. 그러나 프랑스군의 기병 돌격은 실패로 끝났다.

### 말년
루이 18세가 왕좌를 되찾은 이후 켈레르만은 별다른 직책을 맡지 못하고 곧 퇴역했다. 1820년 아버지 켈레르만 원수가 사망한 이후 그는 발미 공작위와 귀족원 의원 자리를 계승했다. 1835년 6월 2일, 켈레르만은 파리에서 64세를 일기로 사망했다. 그의 유해는 페르 라셰즈 묘지에 안장되었다.

## 가족 관계
켈레르만은 1801년 테레사 뉴디와 결혼하여 세 아들을 두었다. 장남과 차남은 켈레르만이 정식으로 결혼하기 이전에 태어나, 법적으로는 적자로 인정받지 못했다.
- 부인 : 테레사 뉴디(1765~1845), 볼로냐의 은행가 안토니오 뉴디의 딸
  - 장남 : 펠릭스 오귀스트 켈레르만
  - 차남 : 샤를 이폴리트 켈레르만(1800~1834), 군인
  - 3남 : 프랑수아 에드몽 켈레르만(1802~1868), 법학자, 외교관